# Biotopo Torbiera Totes Moos
Biotopo Torbiera Totes Moos este o arie protejată (arie specială de conservare — SAC, sit de importanță comunitară — SCI) din Italia întinsă pe o suprafață de 4,2 ha, integral pe uscat.

## Localizare
Centrul sitului Biotopo Torbiera Totes Moos este situat la coordonatele 46°26′56″N 11°22′52″E / 46.4488°N 11.3812°E.

## Înființare
Situl Biotopo Torbiera Totes Moos a fost declarat sit de importanță comunitară în septembrie 1995 pentru a proteja 3 specii de animale. Situl a fost protejat și ca arie specială de conservare în noiembrie 2016.

## Biodiversitate
Situată în ecoregiunea alpină, aria protejată conține 6 habitate naturale: Păduri acidofile de Picea de la nivel montan la nivel alpin (Vaccinio-Piceetea), Lacuri eutrofice naturale cu vegetație de tip Magnopotamion sau Hydrocharition, Mlaștini turboase de tranziție și turbării mișcătoare, Mlaștini oligotrofe degradate, capabile încă de regenerare naturală, Turbării active, Mlaștini împădurite.
La baza desemnării sitului se află mai multe specii protejate:
- păsări (2): gușă vânătă (Cyanecula svecica), becațină comună (Gallinago gallinago)
- amfibieni (1): izvoraș-cu-burta-galbenă (Bombina variegata)

Pe lângă speciile protejate, pe teritoriul sitului au mai fost identificate 11 specii de plante, 2 specii de păsări, 1 specie de amfibieni.